# Den himmelska fridens torg (låt)
"Den himmelska fridens torg" är en låt av Björn Afzelius, inspelad på albumet Tusen bitar från 1990.
Afzelius sjunger om Massakern på Himmelska fridens torg som ägde rum i Kina året innan skivan släpptes. Afzelius syn på händelsen är att folket under Kulturrevolutionen fått lära sig att läsa, skriva och tänka självständigt samt kritisera vad man tyckte var fel i det kinesiska samhället. Men han hävdar även att saker och ting gått snett i det socialistiska samhället och vad folket 20 år tidigare fått lära sig inte längre stämde överens med de nya ledarnas tänkande.[källa behövs]
Utdrag ur sångtexten:
Och solen gick upp över Kina, Den Nya Tiden var inne
och dom som var vana att foga sej kunde skola sej.
För ingen var mer än nå'n annan, och alla var till för varandra,
och folket och ledarna talade om samma framtid.
när dom årligen firade segern
på Den Himmelska Fridens Torg.
Men tiderna ändrades åter, snart var man tillbaks vid det gamla,
för dom åldriga ledarna fjärmade sej ifrån folket.
Men dom unga, som lärt sej att tänka och tala och läsa och skriva,
gick ut, som dom lärt sej, och påminde om alla löften.
Men löftena dränktes i blodet
på Den Himmelska Fridens Torg.

### Fotnoter
1. ↑  ”Tusen bitar”. Discogs.com. http://www.discogs.com/Bj%C3%B6rn-Afzelius-Tusen-Bitar/master/83780. Läst 13 januari 2013.